# بیروت (گروه موسیقی)
بیروت(به انگلیسی: Beirut) یک گروه موسیقی آمریکایی است که در ابتدا یک پروژه موسیقی انفرادی از پسری اهل سانتافه بنام زاک کاندن بود که بعدها به یک گروه موسیقی تبدیل شد. بیروت عناصر موسیقی ایندی راک و موسیقی ملل را ترکیب می‌کند. اولین اجرای گروه در ماه می ۲۰۰۶ و برای تأمین مالی انتشار اولین آلبومشان «ارکستر گولاگ» انجام شد. گروه بیروت بر خلاف اسمشان تا اوت ۲۰۱۴ و برای اجرا جشنواره جهانی بیبلوس هرگز در شهر بیروت اجرا نکرده بودند.
دلیل نامگذاری گروه بنا به گفته کاندون عبارتست از: «یکی از دلایلی که من نام آن شهر را برای گروه انتخاب کردم اینست که در آنجا درگیریهای زیادی دیده می‌شود. این یک موضعگیری سیاسی نیست. من از ابتدا برای این قضیه نگران بودم. اما این یک اسم گیراست. منظورم این است که اگر شرایط بهم بریزد، که واقعاً وحشتناک خواهد بود، من نام گروه را تغییر می‌دهم. اما نه حالا. هنوز تناسب خوبی با موسیقی ما دارد. من تا حالا در بیروت نبودم اما آن‌جا را به‌عنوان یک شهر شیک تصور می‌کنم که توسط دنیای کهن اسلام احاطه شده. جایی که مسائل با هم برخورد می‌کنند.»

## ترانه‌شناسی

### آلبوم‌های استودیویی
- ۲۰۰۶: Gulag Orkestar
- ۲۰۰۷: The Flying Club Cup
- ۲۰۱۱: The Rip Tide
- ۲۰۱۵: No No No
- ۲۰۱۹: Gallipoli

### ای‌پی
- ۲۰۰۶: The Guns of Brixton / Interior of a Dutch House
- ۲۰۰۷: Lon Gisland
- ۲۰۰۷: Pompeii EP
- ۲۰۰۷: Elephant Gun EP
- ۲۰۰۹: March of the Zapotec/Holland EP